# الكاهن في الكاثوليكية

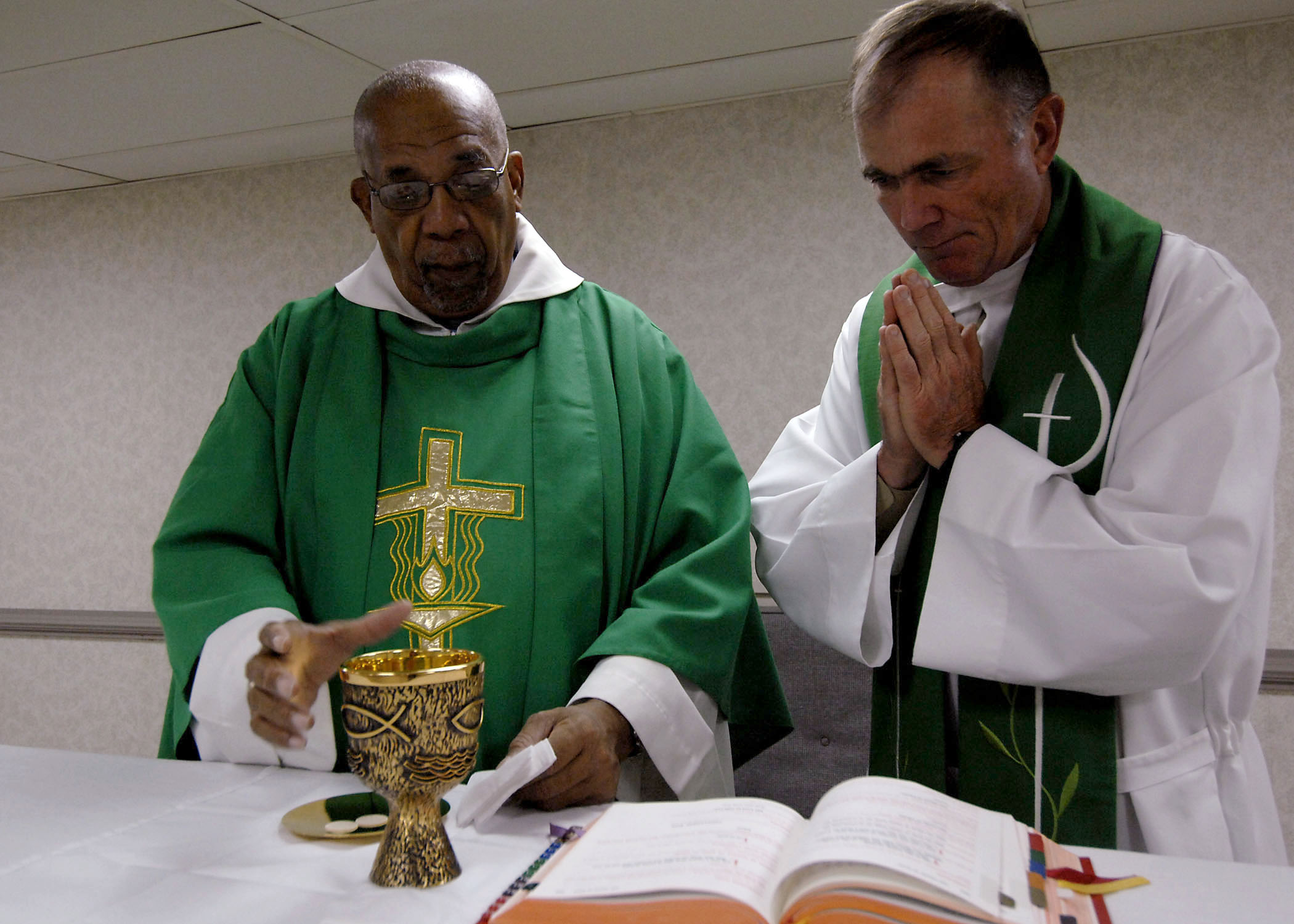

الكاهن الكاثوليكي يعتقد أن حياة العزوبية، والإخلاص لله هي جوهر أتباع الكنيسة، فحياته هي من أجل الدعوة لخدمة الله، وكذلك المحتاجين من حوله.
أنواع الكهنة الكاثوليك :  يوجد في الولايات المتحدة 41،406 قساوسة كاثوليك. هؤلاء الرجال يتقاسمون الأسرار المقدسة. ليس الكهنة هم أعضاء الكنيسة الكاثوليكية وحدهم ، لكن عندما يفكر الناس في رجال الدين الكاثوليك ، فإنهم يفكرون في الغالب بالكهنة.
كهنة الأبرشية : وزير أبرشية القساوسة .. يكون تحت إشراف الأسقفية الأبرشية .. فغالبية الكهنة ينتمون إلى أبرشية ، ويسكنون في منطقة جغرافية محددة ، مثل فيلادلفيا .. لهؤلاء الكهنة وزير تحت إشراف الأسقفية الأبرشية.
كهنة النظام الديني : كاهن النظام الديني ينتمي الكهنة النظاميون إلى مجتمع مثل الفرنسيسكان أو البينديكتين. انهم يعيشون في المجتمع ، وتناول الطعام والصلاة معا. وغالبا ما يخدمون داخل وخارج مجتمعهم.
ماذا يفعل الكهنة.: تقديم المشورة للشباب .. ويعملون كقساوسة للرعايا ، والمعلمين ، والمرضى في المستشفيات أو في السجون .. تشمل الواجبات تقديم المشورة ، والإشراف على إدارة الرعية.
الكهنوت والزواج : الكهنة الكاثوليك يتعهدون بالعزوبية ، ولا يتزوجون .. فالعزوبة شكل تقليدي في الطقوس اللاتينية للكنيسة. يُسمح لكهنة الطقوس الشرقية أن يتزوجوا قبل الرسامة .. فهناك كهنة من الطقوس اللاتينية المتزوجين .. تحولوا من اللوثرية أو الأسقفية.
النساء والكهنوت : لا يمكن تعيين النساء ككهن .. أما إذا كانوا يرغبون في خدمة الله كراهبة ، فإنهم يعدون بالعيش بالطقوس الدينية لبقية حياتها.
تشارك النساء في كهنوت جميع المؤمنين ، ولكن لا يمكن أن يعينوا كهنة. صرح البابا يوحنا بولس الثاني رسمياً أن الكنيسة .. لا تملك القدرة على ترتيب النساء.

## اقرأ أيضا
- سر الكهنوت